# Топик
Тобиас Топич или просто Топик е германски диджей и продуцент.

## Детство
Роден е в Солинген. Родителите му са от хърватски произход. Учи в Хесен. На 16 години започва да използва студио „Лоджик“, за да продуцира музика под вещото ръководство на музикант. Кариерата му стартира през социалните мрежи и с помощта на Ютюб музиканти, свързали се с него.

## Кариера
Добива популярност след издаването на сингъла „Breaking Me“ през 2019 г. В песента вокали на шведския изпълнител Ей 7 Ес. Песента влиза в топ 10 Германия, Холандия, Австрия, Швейцария, Канада, Австралия и Ирландия. Успява да влезе и в Ю Кей Сингълс Чарт, стига и до номер 1 в Португалия. В САЩ е начело на денс класацията в продължение на 3 седмици.
През 2021 Топик записва наново прочутата песен на Ей Ти Би „9 PM (Till I Come)“, като работи заедно по песента заедно със своя сънародник. Тракът е озаглавен „Your Love (9PM)“, като за вокалите отново се включва Ей 7 Ес. Във Великобритания песента достига до номер 42.